# محوطه زاویه
محوطه زاویه مربوط به عصر آهن - دوران‌های تاریخی پس از اسلام است و در شهرستان خوی، بخش صفائیه، روستای زاویه واقع شده و این اثر در تاریخ ۱۷ اسفند ۱۳۸۱ با شمارهٔ ثبت ۷۸۳۵ به‌عنوان یکی از آثار ملی ایران به ثبت رسیده است.